# スルピス (聖人)
敬虔なスルピス（Sulpice le Pieux 6世紀後半 - 646年1月17日）は、ブールジュの司教でクロタール2世のチャプレン。カトリック教会の聖人である。

## 生涯
6世紀後半、バタン (ブールジュ教区) の貴族の家庭に生まれた。宮殿学校で教育を受け、618年にブールジュ司教のオーストレージュジルにより教会の聖職者に叙階され、その後執事に任命された。クロタール2世により宮殿のチャプレンに任命され、624年のオーストレージュジルの死去後にはブールジュ司教に任命された。貧しい人々の世話とユダヤ人の改宗のため教会の規律を再確立することに努力した。626年、クリシー評議会を支援し、スルピスの管区の司教たちと共に他の幾つかの評議会を開催。晩年、補佐官を任命し、ブールジュの近くに設立した修道院に引退。646年1月17日に死去した。

## 崇敬

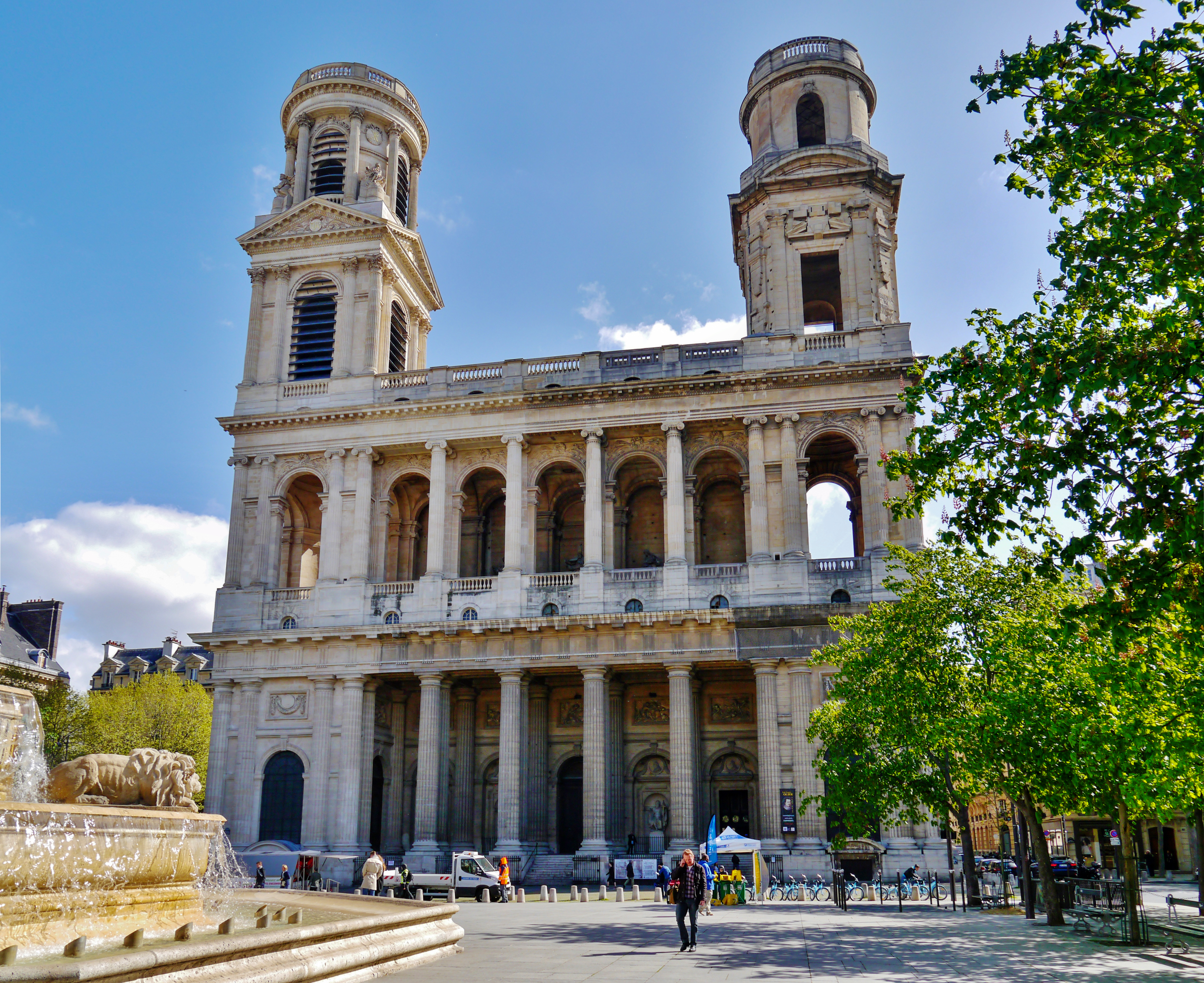
サン・シュルピス教会

パリのサン＝シュルピス教会は聖スルピスに捧げられている。1642年にジャン・ジャック・オリエ により聖スルピス会が設立された。